# Manifesto de Outubro (Rússia)
O Manifesto de Outubro, oficialmente "O Manifesto sobre a Melhoria da Ordem do Estado", foi um documento escrito em 1905 e que serviu de base para a Constituição Russa de 1906.
O Manifesto foi emitido pelo Czar Nicolau II, sob a influência de seu ministro Serguei Witte, em 30 de outubro de 1905, como uma resposta à Revolução Russa de 1905. Nicolau resistiu vigorosamente a essas idéias, preferindo uma ditadura militar para deter o processo revolucionário, mas cedeu e aceitou a sugestão de Witte, prometendo certos direitos civis e um parlamento eleito, a Duma, sem cuja aprovação nenhuma lei seria promulgada na Rússia.

## Antecedentes

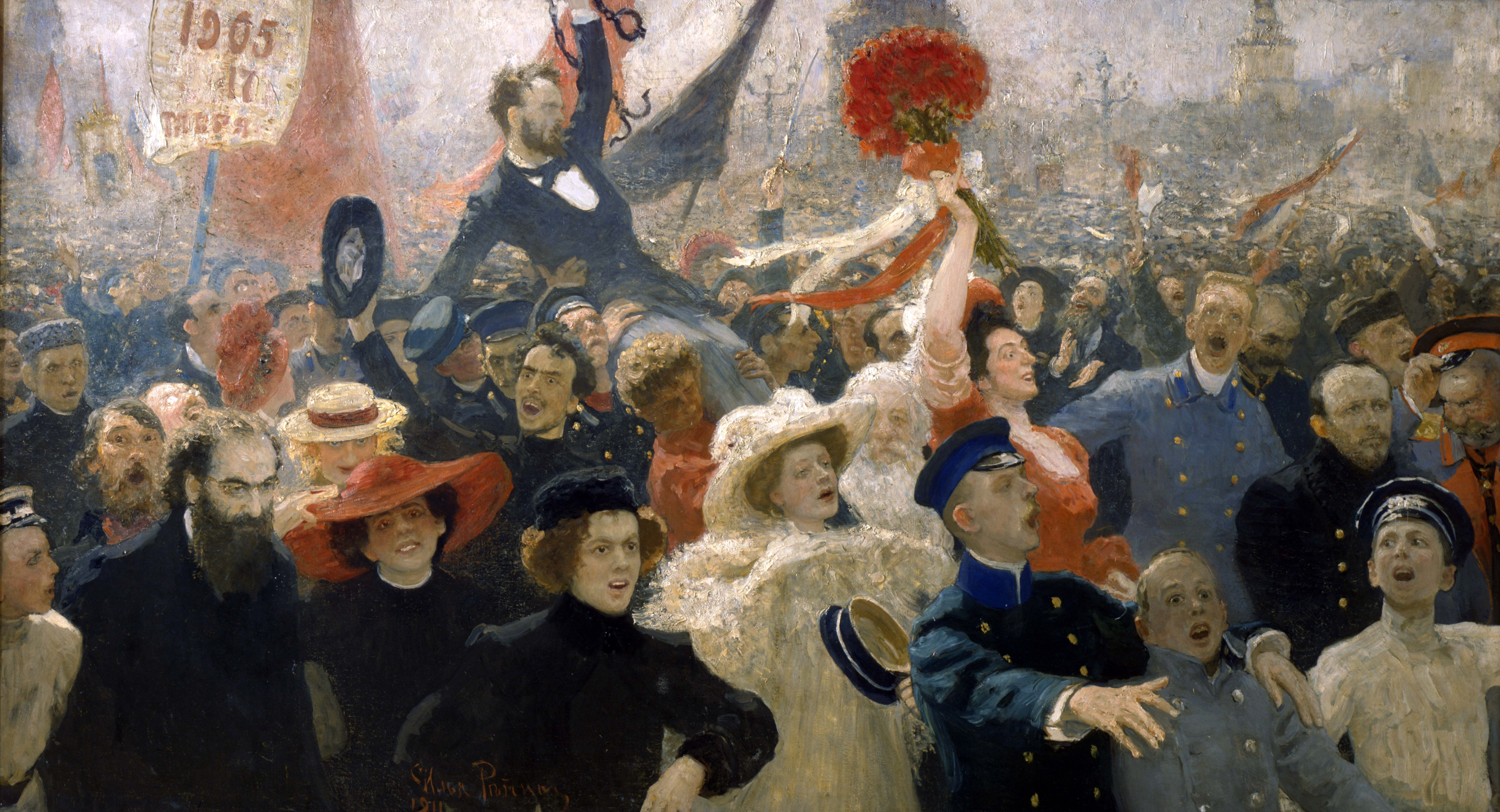
Revolução de 1905 (Ilia Repin, 1907).

A Rússia, no início da década de 1890, sob a orientação do Ministro das Finanças, Sergei Witte, iniciou um programa de industrialização liderado pelo Estado através de investimentos estrangeiros e da imposição de tarifas. No entanto, o rápido crescimento da indústria durante este período não foi acompanhado por uma reforma política, levando uma classe trabalhadora em expansão a ficar fortemente descontente pela autocracia czarista e a falta de direitos básicos. Por outro lado, os camponeses ainda constituíam 80% da população e, apesar da emancipação dos servos feita pelo Czar Alexandre II, os problemas agrários ainda eram acentuados.
O conflito gerado pelas questões econômicas e políticas da Rússia culminou na chamada Revolução Russa de 1905. Em 22 de janeiro daquele ano, manifestantes pacíficos tentaram apresentar uma petição ao Czar, como era tradição. No entanto, este protesto foi violentamente reprimido em frente ao Palácio de Inverno, quando os guardas dispararam contra os manifestantes, episódio conhecido como “Domingo Sangrento”. A reação violenta ao protesto aumentou ainda mais a tensão em toda a Rússia. Milhares de pessoas recusaram-se a trabalhar e a greve geral paralisou o Império. A agitação acabou por se espalhar para o interior da Rússia, onde os camponeses começaram a queimar as mansões de seus senhores.
Com as comunicações, os transportes e os serviços públicos da Rússia prejudicados pelas greves e pelas revoltas, Nicolau II foi forçado a agir antes de perder completamente o poder, embora se opusesse a quaisquer reformas que envolvessem a limitação da autocracia.

## Manifesto
O Manifesto de Outubro tratou da agitação em todo o Império Russo e comprometeu o Estado a conceder certas liberdades civis e políticas, incluindo:
- Fundamentos essenciais das liberdades civis, baseadas nos princípios da genuína inviolabilidade da pessoa, da liberdade de consciência, de expressão, de reunião e de associação;
- Convocação de uma Duma (parlamento), admitindo a participação de todas as classes da população que agora estão completamente privadas do direito de voto; e deixar o desenvolvimento de um estatuto geral sobre eleições para a futura ordem legislativa;
- Estabelecer como regra inquebrável que nenhuma lei entrará em vigor sem a confirmação da Duma do Estado e que aos representantes eleitos do povo será garantida a oportunidade de participar na supervisão da legalidade das ações dos nossos funcionários nomeados;
- Sufrágio universal masculino na Rússia, que era comum em alguns países ocidentais, como a França, a Alemanha e os Estados Unidos;
- Liberdade religiosa.

Este documento, embora concedesse certos direitos ao povo russo, não garantia que o governo russo funcionaria de forma democrática. Em vez disso, o Manifesto apenas afirmou que o povo tinha agora certos direitos e uma voz na legislação.

## Duma

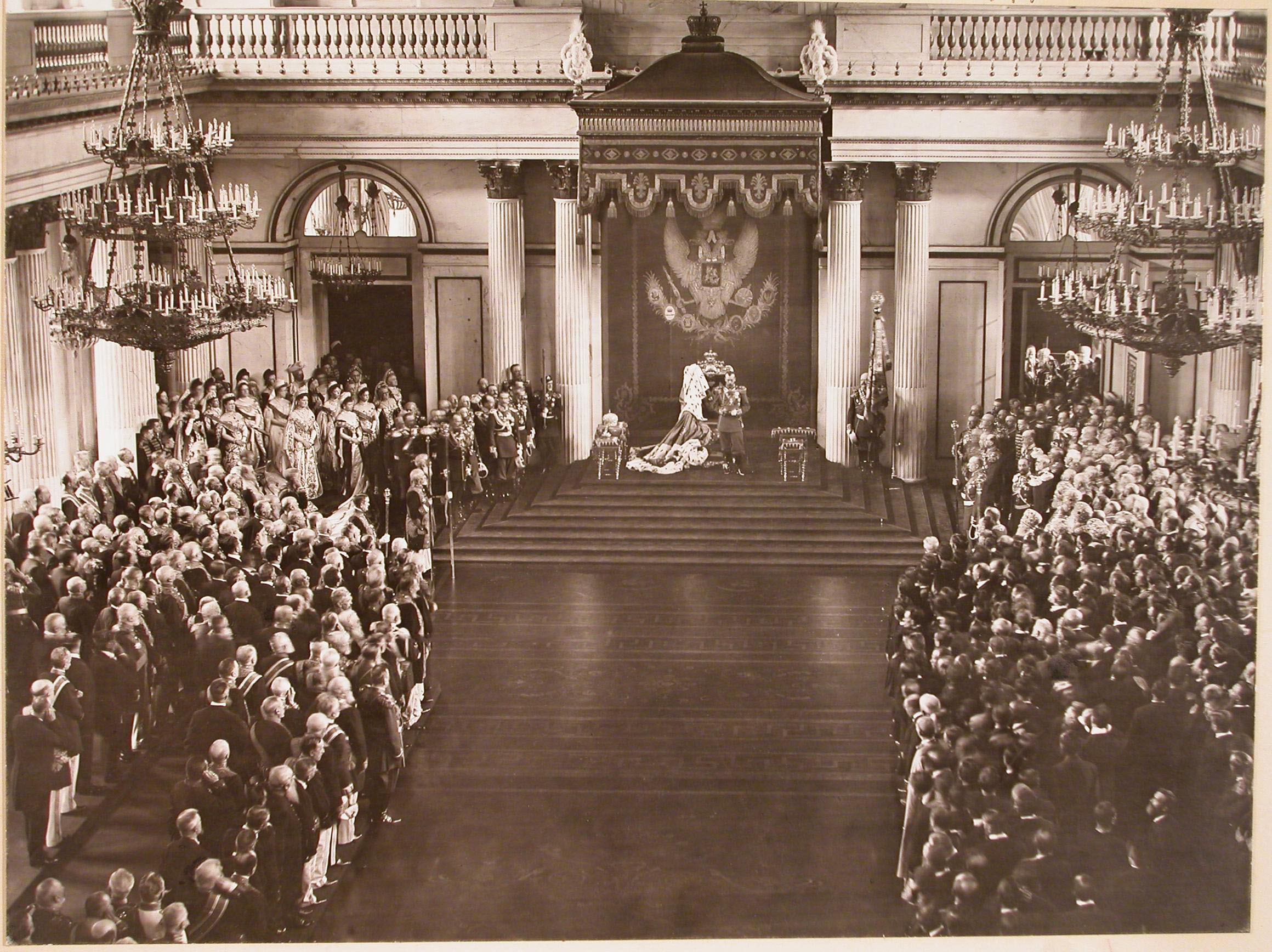
Cerimônia de abertura da Duma (Palácio de Inverno, 1906).

Uma disposição do Manifesto era a criação de um órgão legislativo na Rússia, que pretendia limitar o poder do autocrata em favor do povo russo. O órgão legislativo, conhecido como Duma, apresentou falhas desde o seu início. Uma grande falha da Duma foi que o Czar manteve o poder de vetar qualquer legislação que desejasse. A Duma também foi enfraquecida pela influência da burocracia russa, bem como pelo fato de o órgão poder ser dissolvido por Nicolau II caso ele e os representantes eleitos não conseguissem chegar a um acordo.

## Resultados
O Manifesto teve um sucesso de curta duração. As greves e grande parte da violência terminaram quase assim que foi publicado. O entusiasmo varreu a nação à medida que as pessoas perceberam a sua liberdade recém-descoberta e a ideia de ter representação no governo.
O sucesso imediato do Manifesto, no entanto, foi seguido por um regresso ao ciclo de greves e violência, à medida que a autocracia reafirmava gradualmente o seu poder. Em poucos meses, as execuções de revolucionários armados chegavam a mais de mil. O governo começou a suprimir os partidos políticos; por volta de 1906 e 1907, grande parte da Rússia estava sob lei marcial.